# Triphyllozoon mucronatum
Triphyllozoon mucronatum är en mossdjursart som först beskrevs av Busk 1884.  Triphyllozoon mucronatum ingår i släktet Triphyllozoon och familjen Phidoloporidae. Inga underarter finns listade i Catalogue of Life.